# Кребс, Андреас Самуэль
Андреас Самуэль Кребс (дат. Andreas Samuel Krebs; 10 марта 1766 — 28 марта 1818) — офицер датско-норвежской армии, участник войны со Швецией, адъютант Карла XIII.

## Ранние годы
Родился 10 марта 1766 года в Тённере (Северная Ютландия) в семье пастора Петера Дитлева Кребса и Биргитты Мари Лютцен. Первоначально должен был пойти по стопам отца и изучать богословие, но у него обнаружилась склонность к математике и естественным наукам, в связи с чем у него возникло желание сделать военную карьеру.
Для того чтобы подготовиться к экзамену, Кребс был послан к своему дяде, профессору Йону Генриху Кребсу. Сдав экзамен, он в 1779 году стал кадетом, а затем секунд-лейтенантом в Голштинском егерском корпусе.

## Военная карьера
Во время датско-шведской войны был в 1788 году направлен в Норвегию. Принимал участие в походе в Бохуслен и победе над шведами в битве у моста Квиструм. После окончания войны Кребс продолжил службу в Норвежском егерском корпусе и в 1806 году получил звание майора.
Когда в 1808 году началась война между Данией и Швецией, Кребс был назначен командующим егерским корпусом. Во время войны он отличился в ходе стычек в Хёланне, Рёденесе и возле Бербю, за что был награждён орденом Данеброг. После окончания боевых действий Кребс был назначен временным комендантом крепости Конгсвингер (1810—1811) и стал полковым командором в новообразованном Акерсхусском снайперском полку, где он выслужился до звания подполковника.

## Герой Матранда
Во время шведско-норвежской войны 1814 года под командованием Кребса состоял отряд, действовавший в районе Конгсвингера. Здесь он 2 августа успешно руководил обороной укреплений Лиера, после чего контратаковал шведов и вынудил их отступить к Матранду. Шесть дней спустя он нанёс поражение шведам и у Матранда. Норвежские победы у Лиера и Матранда укрепили моральный дух жителей Норвегии, а король Кристиан Фредерик был уверен, что ход войны повернулся в пользу норвежцев. И хотя война закончилась победой шведов, Кребс был назван «героем Лиера и Матранда». После заключения шведско-норвежской унии Кребс в 1815 году был произведён в полковники, а в 1818 году стал командиром 1-й акерсхуской бригады. Умер в том же году.